# 25340 Сеґовес
25340 Сеґовес (25340 Segoves) — астероїд головного поясу, відкритий 10 вересня 1999 року.
Тіссеранів параметр щодо Юпітера — 3,795.